# Physics Reports
Physics Reports é uma revista científica, publicada pela Elsevier, desde 1971.